# Ялова (вилает)
Ялова (на турски: Yalova) е вилает в Северозападна Турция на източния бряг на Мраморно море. Административен център на вилаета е едноименния град Ялова.
Вилает Ялова е с население от 185 266 жители (оценка от 2006 г.) и обща площ от 847 кв. км. Разделен е на 6 общини.

## Население
Численост на населението според преброяванията през годините:
| Година | Численост |
| 1990   | 135 121   |
| 2000   | 168 593   |
| 2011   | 205 664   |